# Lijepa naša domovino
Lijepa naša domovino ([li̯eːpa nâʃa domoʋǐːno]; Oh, nostra bella Patria), o semplicemente Lijepa naša (La nostra bella), è l'inno nazionale della Croazia.

## Storia
L'inno fu scritto dal poeta Antun Mihanović. La sua prima pubblicazione fu sulla rivista Danicza nel 1835. Successivamente, nel 1891 divenne l'inno dei croati e l'inno ufficiale del Regno di Croazia-Slavonia.
La musica dell'inno è stata composta da Josip Runjanin. Era un ufficiale austro-ungarico di nazionalità serba simpatizzante per i croati. A causa della sua origine la sua figura oggi tende ad essere minimizzata. La voce diffusa a partire dal 1993 che in realtà la musica è tratta dal duetto all'inizio del terzo atto dell'opera Lucia di Lammermoor di Donizetti è del tutto infondata, tesa solo ad annullare la figura di Runjanin.
Era la parte centrale dell'Inno del Regno jugoslavo, che comprendeva l'inno serbo, l'inno croato e l'antico inno sloveno con conclusione dell'inno serbo.
Era l'inno ufficiale dello Stato Indipendente di Croazia al tempo degli Ustascia di Ante Pavelic, ma era inoltre l'inno del ZAVNOH.
Dal 29 febbraio 1972 divenne ufficialmente l'inno della Repubblica Socialista di Croazia in conformità all'emendamento costituzionale (modifiche della Costituzione croata del 1963), rimanendo l'inno nazionale dopo l'indipendenza secondo la Costituzione croata del 1990 e le norme stabilite dalla "Legge sulla stemma, sulla bandiera e sull'inno della Repubblica di Croazia".
La TV pubblica croata HRT per molti anni ha mandato in onda l'inno quando il secondo canale chiudeva le trasmissioni di notte.

## Testo

### Ufficiale attuale
Di solito viene eseguita solo la prima strofa.

#### Versione croata
| Alfabeto latino | Trascrizione AFI | Traduzione italiana |
| --- | --- | --- |
| Lijepa naša domovino, Oj, junačka zemljo mila, Stare slave djedovino, Da bi vazda sretna bila! Mila kano si nam slavna, Mila si nam ti jedina, Mila kuda si nam ravna, Mila kuda si planina! Teci, Dravo, Savo, teci, Nit' ti, Dunav, silu gubi, Sinje more, svijetu reci Da svoj narod Hrvat ljubi Dok mu njive sunce grije, Dok mu hrašće bura vije, Dok mu mrtve grobak krije, Dok mu živo srce bije! | [ljě̞ː.pa̠ nâ̠.ʃ̺a̠ d̪o̞.mǒ̞.ʋ̝i.no̞ ǀ] [o̞j jǔ.na̠ːt̺͡ʃ̺.ka̠ː z̪ê̞m.ʎ̟o̞ː mǐ.ɫa̠ ǀ] [s̪t̪â̠ː.re̞ s̪ɫâ̠.ʋ̝e̞ː d̪jê̞.d̪o̞.ʋ̝i.no̞ ǀ] [d̪â̠ bi ʋ̝â̠z̪.d̪a̠ s̪rě̞t̪.na̠ bǐː.ɫa̠ ǁ] [mǐ.ɫa̠ kâ̠ː.no̞ s̪i nâ̠m s̪ɫâ̠ːʋ̝.na̠ ǀ] [mǐ.ɫa̠ s̪i nâ̠m t̪î jě̞.d̪iː.na̠ː ǀ] [mǐ.ɫa̠ kǔ.d̪a̠ː s̪i nâ̠m rǎ̠ːʋ̝.na̠ ǀ] [mǐ.ɫa̠ kǔ.d̪a̠ː s̪i pɫa̠.nǐ.na̠ ǁ] [t̪ě̞.t̪͡s̪i d̪râ̠ː.ʋ̝o̞ s̪â̠ː.ʋ̝o̞ t̪ě̞.t̪͡s̪i ǀ] [nit̪ t̪î d̪ǔ.na̠ʋ̝ s̪î.ɫu gǔ.biː ǀ] [s̪îː.ɲ̟e̞ː mô̞ː.re̞ s̪ʋ̝jě̞ː.t̪u rê̞.t̪͡s̪i ǀ] [d̪a̠ s̪ʋ̝ô̞ːj nǎ̠ː.ro̞d̪ hř̩.ʋ̝a̠ːt̪ ʎ̟ûː.biː ǁ] [d̪ô̞k mu ɲ̟î.ʋ̝e̞ s̪ûːn̪.t̪͡s̪e̞ grî.je̞ː ǀ] [d̪ô̞k mu hr̩â̠ɕ.t͡ɕe̞ bû.ra̠ ʋ̝î.je̞ː ǀ] [d̪ô̞k mu mř̩t̪.ʋ̝e̞ grô̞.ba̠k krî.je̞ː ǀ] [d̪ô̞k mu ʒ̺ǐː.ʋ̝o̞ s̪r̩̂.t̪͡s̪e̞ bǐ.je̞ ǁ] | Patria nostra bella, O cara terra eroica, Focolare d'antiche glorie, ove tu sia sempre raggiante! Cara sei a noi gloriosa, Cara sei a noi tu sola Cara dove sei pianura, Cara dove sei montagna Scorri, Drava, scorri Sava! E anche tu Danubio, non perdere forza! Mare blu profondo, dillo al mondo! Che il Croato ama il suo popolo! Finché i campi il sole gli riscalderà, Finché le querce la bora gli sferzerà! Finché i morti la tomba gli coprirà! Finché il suo cuore vivo batterà! |

In realtà la traduzione non mette in luce alcune sottigliezze del testo, non rendibili in lingua straniera:
- Domovina è il diminutivo di Dom, luogo natio, l'Heimat tedesco. Domovina (piccola patria, amato luogo natio) è un termine proprio per la Croazia e assai raramente viene usato per indicare altre nazioni.
- Stare slave Djedovino (terra degli Avi di antica gloria) invece, più che riferirsi al parallelo concetto di Vaterland, richiama il medioevale Regno di Croazia.
- Hrvat scritto in maiuscolo, non è il croato individualmente preso, ma tutto il popolo personalizzato che ama il narod, che può significare sia popolo che nazione, in questo contesto la frase significa che tutti i croati sostengono l'Idea nazionale.

L'inno è estremamente popolare e spesso viene cantato fuori dall'ufficialità. Anche lijepa naša, come domovina è nomignolo "ufficiale" della Croazia. In italiano, tradotto letteralmente, sarebbe "Bella Nostra", insomma, "Bel Paese".

### Testo originale
L'inno è basato su una poesia di 14 strofe intitolata Horvatska domovina («Patria croata»).
Lěpa naša domovino,

Oj junačka zemljo mila,

Stare slave dědovino,

Da bi vazda čestna bila!

Mila, kano si nam slavna,

Mila si nam ti jedina,

Mila, kuda si nam ravna,

Mila, kuda si planina!

Vedro nebo, vedro čelo,

Blaga persa, blage noći,

Toplo lěto, toplo dělo,

Bistre vode, bistre oči:

Vele gore, veli ljudi,

Rujna lica, rujna vina,

Silni gromi, silni udi; —

To je naša domovina!

Ženju serpi, mašu kose,

Děd se žuri, snope broji,

Škriplju vozi, brašno nose,

Snaša preduć málo doji:

Pase marha, rog se čuje,

Oj, oj zvenči, oj, u tmine,

K ognju star i mlad šetuje; —

Evo t’ naške domovine!

Luč iz mraka dalko sija,

Po veseloj livadici,

Pěsme glasno brěg odbija,

Ljubni poje k tamburici:

Kolo vode, živo kolo,

I na berdu, i v dolini,

Plešu mladji sve okolo; —

Mi smo, pobre, v domovini!

Magla, što li, Unu skriva?

Ni l’ to našiu jauk turobni?

Tko li moleć smert naziva?

Il’ slobodni, il’ su robni?

»Rat je, bratjo, rat junaci,

Pušku hvataj, sablju paši,

Sedlaj konjče, hajd pešjaci,

Slava budi, gdi su naši!«

Buči bura, magla projde, —

Puca zora, tmina běži, —

Tuga mine, radost dojde, —

Zdravo slobost, — dušman leži!

Veseli se, tužna mati,

Padoše ti verli sini,

Ko junaci, ko Horvati,

Ljaše kervcu domovini!

Teci, Sava hitra, teci

Nit’ ti Dunaj silu gubi,

Kud li šumiš, světu reci:

Da svog’ doma Horvat ljubi,

Dok mu njive sunce grije,

Dok mu hrastje bura vije,

Dok mu mertve grob sakrije,

Dok mu živo serdce bije!